# Burgstall Altenspeckfeld
Der Burgstall Altenspeckfeld ist eine abgegangene hochmittelalterliche Turmhügelburg (Motte) in Altenspeckfeld, einem heutigen Gemeindeteil des Marktes Markt Bibart im mittelfränkischen Landkreis Neustadt an der Aisch-Bad Windsheim in Bayern. Die Burg wurde von den Edelfreien „von Speckfeld“ gegründet, die ihren Hauptsitz um 1200 in die von ihnen errichtete neuen Höhenburg Speckfeld bei Markt Einersheim verlegten. Sie wurden von den Hohenlohe beerbt. Diese kurz nach 1400 von den Schenken von Limpurg, die mit Markt Einersheim/Hellmitzheim, Gollhofen sowie Sommer-/Winterhausen eine kleine Grafschaft am Maindreieck behaupten konnten. 
Nach dem Neubau der Höhenburg Speckfeld erhielt der alte Ort den Zusatz „Alten-“ und wurde zu Altenspeckfeld. Von der ehemaligen Mottenanlage ist noch der sehr umfangreiche und hohe quadratische Turmhügel fast unversehrt erhalten. Der Name „Speckfeld“ bedeutet „feuchtes, toniges, klebriges Feld“, was sehr gut zur Lage von Altenspeckfeld in der feuchten Talaue des Bibartbaches passt, nicht jedoch zur Höhenburg Speckfeld.